# 広島平和記念資料館

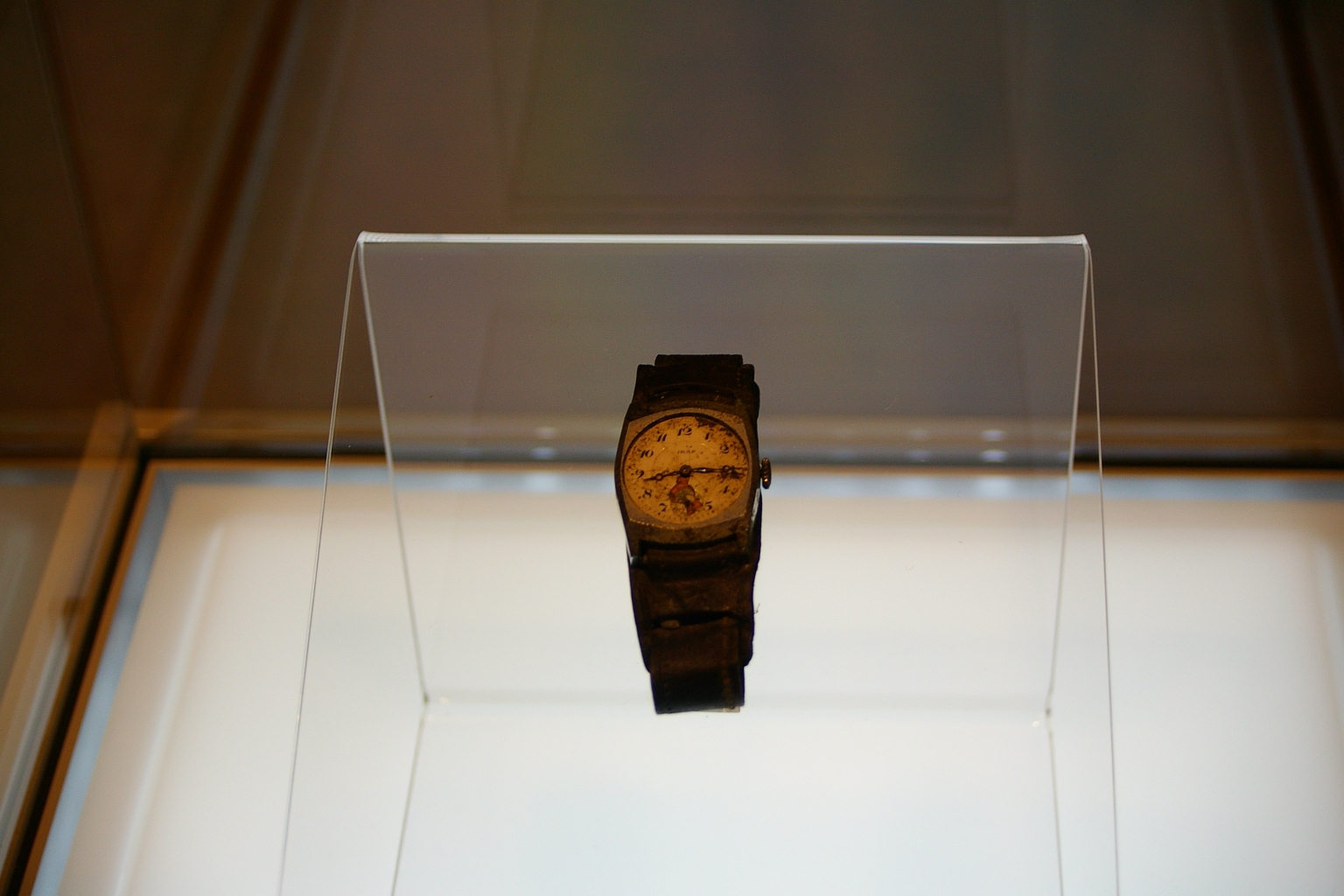
館内に展示されている腕時計（許可を得て撮影）。原爆投下時刻で停止している。

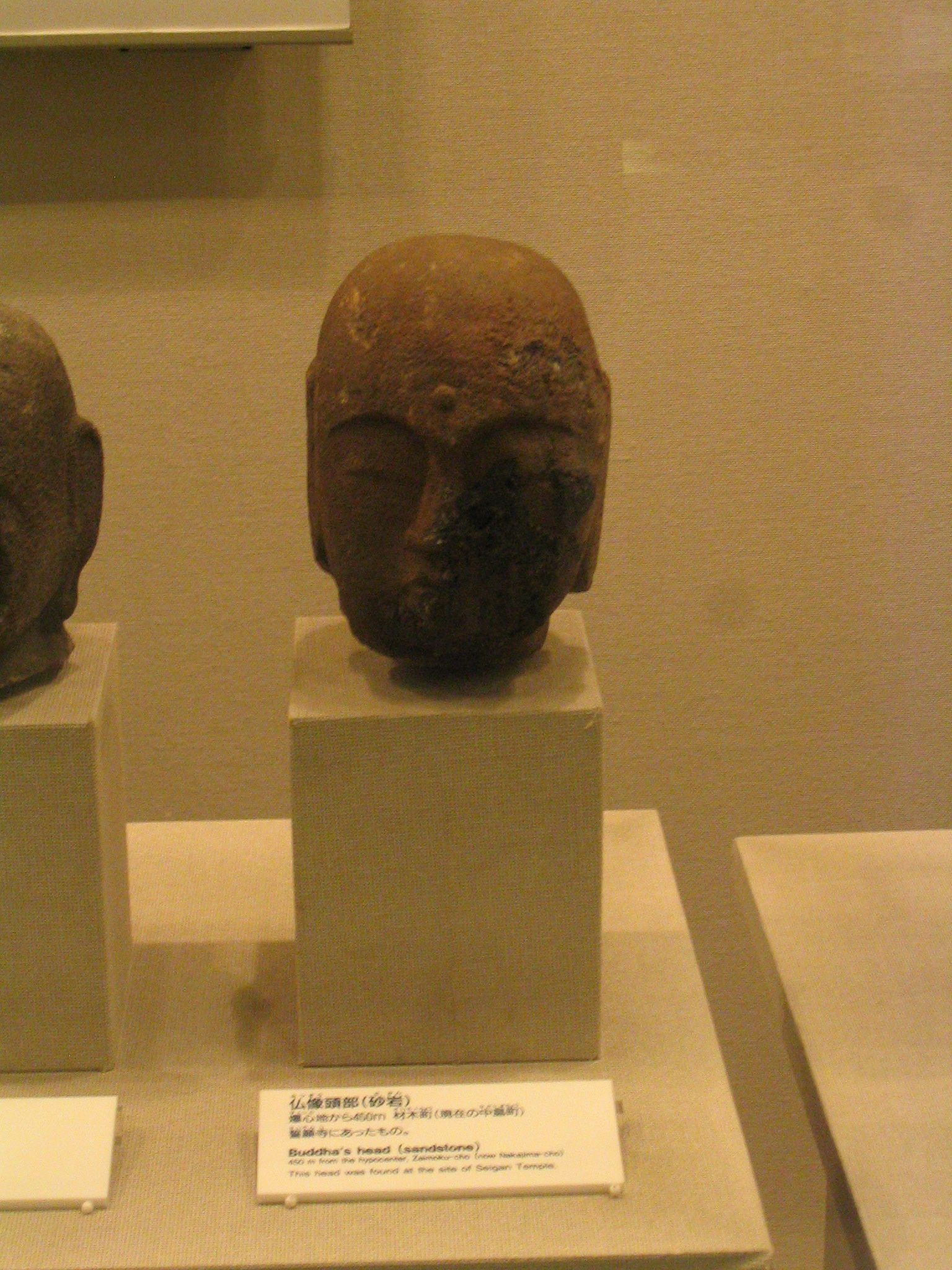
館内に展示されている石仏の頭部。原爆の熱線により表面が焼けただれている。現在の本館の位置に所在していた誓願寺の跡で発見された。

広島平和記念資料館（ひろしまへいわきねんしりょうかん、英: Hiroshima Peace Memorial Museum）は、広島県広島市中区に所在する博物館（平和博物館）。広島平和記念都市建設法に基づく平和記念施設である。「原爆資料館」（げんばくしりょうかん / もしくは「平和資料館」）とも称される。
施設は2006年（平成18年）7月5日に国の重要文化財に指定された。

## 概要
中島町の広島平和記念公園敷地内に所在し、広島原爆の惨状を後世に伝えるための施設として当初は「広島平和会館原爆記念陳列館」の名称で開館した。運営は広島市出資の公益財団法人広島平和文化センターが行っている。
2024年5月現在の入館料は、大人200円・高校生100円・中学生以下は無料。団体料金は、大人が30人以上の場合は1人当たり160円に、高校生以下が20人以上の場合は無料になる。
重要文化財である西側の「本館」と、東側の「東館」からなり、観覧は東館から入場し、本館を見学後、東館に戻り退出するコースとなっている。東館には原爆投下までの広島市の歴史や原爆投下の歴史的背景に関する展示があり、本館では広島原爆の人的・物的被害に関する展示が行われている。特に、原爆投下直後の壊滅した広島市街地の縮小模型、熱線で全身の皮膚を焼けただれさせながら炎の中をさまよう被爆者の等身大ジオラマ（通称：被爆再現人形（後出）、現在は撤去済み）、被爆死した三人の動員学徒が身に付けていた制服の残骸を組み合わせて一体の人形に仕立てた「三位一体の遺品」や「黒焦げの弁当箱」など被爆死した動員学徒たちの遺品、本通の住友銀行広島支店から1971年に移設された「人影の石」などがよく知られている。2013年現在の収蔵品は約2万1000点に及び、館内の見学は本来は3時間ほどかかるとされるが、資料館側の調査によると実際の来館者たちの見学時間は後述の通り平均45分余であるという。

## 沿革
1945年8月6日午前8時15分投下された、世界最初の原子爆弾に被爆し、多くの人的・物的犠牲を払う惨禍に見舞われた広島市では、第二次世界大戦後の早い時期から、学術機関のみならず市民の手で被爆資料の収集が行われていた。この活動の中心となっていたのは、広島大学理学部地質学教室の嘱託を務めていた長岡省吾であり、収集された資料は、1949年から広島市中央公民館の一角に設置された「原爆参考資料陳列室」に展示されていた。しかし、所蔵資料の増加に伴い、原子爆弾の惨禍を広く世界にアピールするため、これらの保管・展示を目的とする展示施設を求める声が高まっていった。
同時期、爆心地である中島地区を新たに広島平和記念公園として整備する構想が進んでいたが、資料展示施設は公園の全体設計を担当した建築家・丹下健三により、公園の目玉施設として位置づけられるに至った。丹下の設計による「広島平和会館原爆記念陳列館（現・広島平和記念資料館）」は1955年に開館し、これに伴い中央公民館の被爆資料は「陳列館」に移されて展示・保管され、初代館長には長岡が就任した。
開館当初の広島平和記念資料館は、現在の「本館」（写真の左手前側）のみであったが、設計者の丹下によってコンペティション（広島平和記念公園及び記念館競技設計）当初より、資料館の西側に「集会所」として広島市公会堂（現在の広島国際会議場）を、東側（画像の右手奥側）には広島平和会館本館（平和記念館 / 現在の東館）を配して、それらを空中回廊で結んで3棟一体の建築とするよう計画されていた。
1956年に、日本を巡回していた原子力平和利用博覧会の会場に使われ、展示物は一時的に近くの公民館に移された。その後、1958年に開催された広島復興大博覧会でも『原子力科学館』として一部の展示物は展示され、その展示物は1967年まで原爆資料館内で展示。その時代は、原子爆弾の悲惨さと原子力の平和利用を伝える施設で、見学者から『内容が分裂症状気味だ』とする指摘もあった。1967年5月に平和利用の展示は撤去され、現在につながる性格付けがなされた。
1973年から1975年に掛けて1回目の大改修が行われ、劣化したコンクリートの補修、赤外線を遮断する窓ガラスへの交換、収納庫の新設などがなされた。また、これまで未整備だった空調設備が整備され、被爆資料の保管環境は向上した。「被爆再現人形」が展示品に加わったのもこの時であった。
1991年には2回目の大改修が行われ、展示内容の見直し、改装が行われた。1994年に平和記念館を改築した際、旧来の平和記念資料館と併せて「平和記念資料館（東館・西館）」と呼ぶようになり、当初からの建物を西館、記念館跡地に新たに建設されたものを東館と称した。この改築に際して2館は空中回廊で連結され、以後入館時には東館から入場し西館から退館するようになった。
1998年には広島国際会議場と合わせて公共建築百選に指定。1999年には広島ピースセンター（広島平和記念資料館および平和記念公園）として日本の近代建築20選（DOCOMOMO JAPAN選定 日本におけるモダン・ムーブメントの建築）に指定。2006年には、資料館西館が、同じく広島市内の世界平和記念聖堂とともに、第二次世界大戦後の建築物としては初めて重要文化財に指定された。この指定を機に、従来の「西館」の名称は「本館」と変更された。
2001年、NPO法人である「広島からの地球平和監視を考える会」によって、地球平和監視時計が2001年7月24日に設置され、同年8月6日に除幕された。
2010年7月に策定された「平和記念資料館展示整備等基本計画」に基づき、建物の改装と展示の更新が行われ、2017年4月26日に東館、2019年4月25日に本館がリニューアルオープンした。

## 来館者及びその推移

### 訪問者数の推移
訪問者の累計は5301万人(2005年5月末迄)で年間百万人台で推移しており、特に外国人入館者が多くトリップアドバイザーの調査でも高い評価を得ている。また「平和へのメッセージ」として専用のノートに観覧の感想を記すコーナーも設置されており、国内外の各地から来館した人々がメッセージを書きのこしている。このメッセージには多くの著名人・要人によるものが含まれている（後述）。
オバマ米大統領の訪問があった2016年度には、入館者数が1991年度の159万3280人を超え過去最多となった。
- 2002年8月19日、来館者数が5000万人に到達[18]。
- 2010年9月5日、来館者数が6000万人に到達[19]。
- 2017年9月24日、来館者数が7000万人に到達[20]。

### 外国人入館者とその評価
外国人入館者は2013年には約20万人であり、この年のトリップアドバイザーの調査では「外国人に人気の日本の観光スポット」の第1位に選ばれた。2014年の調査では、伏見稲荷大社に次いで2位であるとの報道が7月5日にあった。この評価の元となった1612件の旅行者による書き込みの内96%の1545件は高い評価（ExcellentまたはVery Good）であり、感想の多くにMust see（必見）と記述されている。特に広島市への最大数の外国人旅行者である米国人の間では当資料館は1位にランクされており、現状でも高評価となっている。
2015年1月時点で「日本における必見の場所トップ20」のリストでは1位が宮島で、平和公園でも原爆ドームでもなく同資料館が2位に挙げられていた。以下は3位松本城、4位東京ディズニーシー、5位沖縄美ら海水族館、6位伏見稲荷大社であった。なおアメリカ人による評価では、1位であった。
英語の旅行ガイドブックでは最大シェアのロンリープラネットも2021年の日本の訪問先ベスト10で当資料館を挙げている。

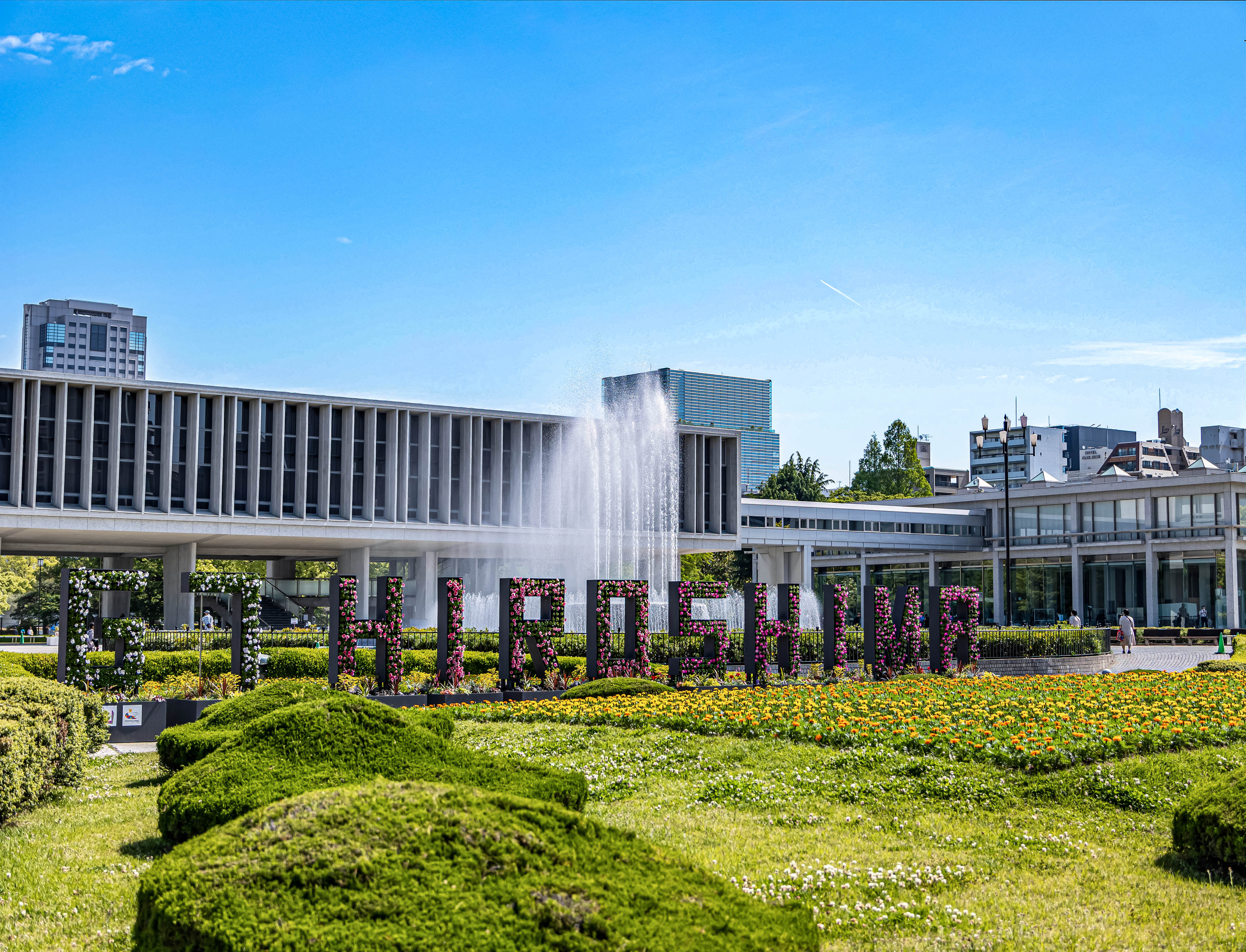
広島平和記念資料館前の"G7HIROSHIMA"の花文字

- 本館
- 東館
- 広島国際会議場
- 広島平和記念資料館
及び広島国際会議場
資料館は奥2つの建物
- 広島国際会議場（左）と広島平和記念資料館（中・右）
- 本館の展示物。原子野のジオラマ写真
- 本館の展示物。被爆者の写真と原爆の絵
- 本館の展示物。溶解した被爆遺物

### 主要国首脳会議 Ｇ7首脳
2023年5月19日に、核保有国の3カ国を含む各国首脳らが、当資料館を訪問した。バイデン大統領は、アメリカの現職の大統領としては2016年のオバマ大統領に次いで2度目の訪問となる。本館が原爆の悲惨さを伝える展示が中心となっており、東館は被爆からの復興などについての展示となっている。各国首脳らは東館から入り、40分で東館から出てきているが、各国首脳らがどこまで視察したかは公表されていないため本館を視察したのかは不明である。

### 訪れた著名人とその平和へのメッセージ

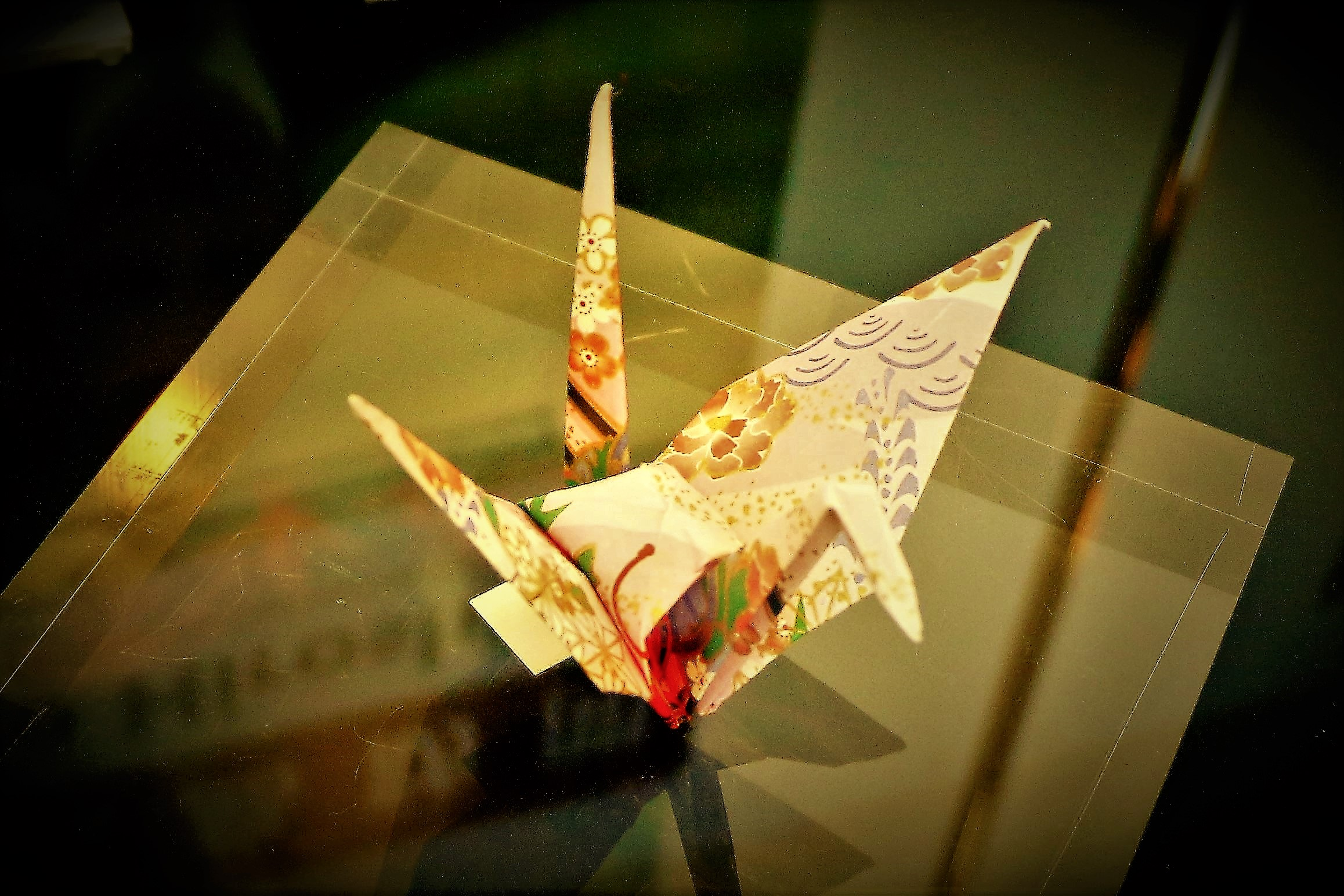
展示されるバラク・オバマが折った折鶴（2016年）

開館以来、多くの著名人も来館し、平和へのメッセージを記帳している。エルネスト・ゲバラ(1959年)、ヨハネ・パウロ2世(1981年)、ジミー・カーター(1984年)、マザー・テレサ(1984年)、ダライ・ラマ14世(1995年)の他、各国の元首・政治家、ノーベル平和賞受賞者を含む平和活動家などが来館している。恒例となっている内閣総理大臣の広島平和記念式典の出席も、1971年（昭和46年）8月6日に、原爆投下後26年目にして初めて出席した佐藤栄作に続くものである。
多くの来館者がメッセージを残しており、1980年頃からの各国の元首などによるものを「国家元首級の芳名録」と呼んでいる。この他にも世界各地・各分野の第一線で活動している人々による芳名録も2021年時点で70冊、総記帳数約2200人に上っている。
以下に著名来館者と彼・彼女らの残した「平和へのメッセージ」の一覧を示す。メッセージの全文は、MFP (Message for Peace)で閲覧可能（注：以下のリストは主に同資料館のサイトの情報より掲載しているが、1980年以前と2007年以降のデータは1971年の佐藤栄作以外は、資料館のウェブサイトには出ていない）。

## 改修工事

### 改修工事の実施
館内の見学には本来3時間はかかるとされるが、2004年に資料館側が行った調査によると、実際の平均見学時間はわずか45分余りに過ぎず、しかも見学者の多くは前半の東館の見学に時間を取られ、本館の見学は平均19分にも満たないことが判明した。特に、修学旅行生などの団体客は見学時間が限られているために駆け足で館内を回っており、膨大な数の遺品や被爆資料を展示している肝心の本館の見学がおろそかになる傾向が強いと指摘されている。このため、資料館側は2013年度から2018年度にかけて大規模な改修工事を行い、「東館の入り口から3階までエスカレーターで上がり、渡り廊下を通って本館を最初に見学してもらうルートに変更する」との計画を発表している。また、この改修工事に伴って、先述の「被爆再現人形」を2016年度までに撤去し（後出）、今後は模型よりも被爆者の遺品など実物資料の展示を充実させる方向で改修を進めていく計画が2013年3月に発表されている。
このほか、リニューアル以前の広島平和記念資料館は広島市への原子爆弾投下に関する内容に特化しており、地球平和監視時計はあるが、長崎原爆資料館で行われている風下住民に関する展示などが少なく、展示検討会議において原子力の平和利用の現状についても展示を行う必要があると指摘されている。
さらに、重要文化財となっている本館が半世紀余の年月を経て老朽化し、維持管理に不安が生じているとの問題点も指摘されている。この点に関しては、本館に免震装置を取り付けて可能な限り現状を維持する案が出された。
2014年3月から東館の一部の展示変更を行い改装を開始。同年9月から2016年春まで東館を閉館して改修工事を行った(リニューアルオープンは2017年4月26日)。東館の工事完成後に本館の改装が始まり、2019年4月25日に本館がリニューアルオープンした。

### 「被爆再現人形」とその撤去問題

#### 設置から現在まで

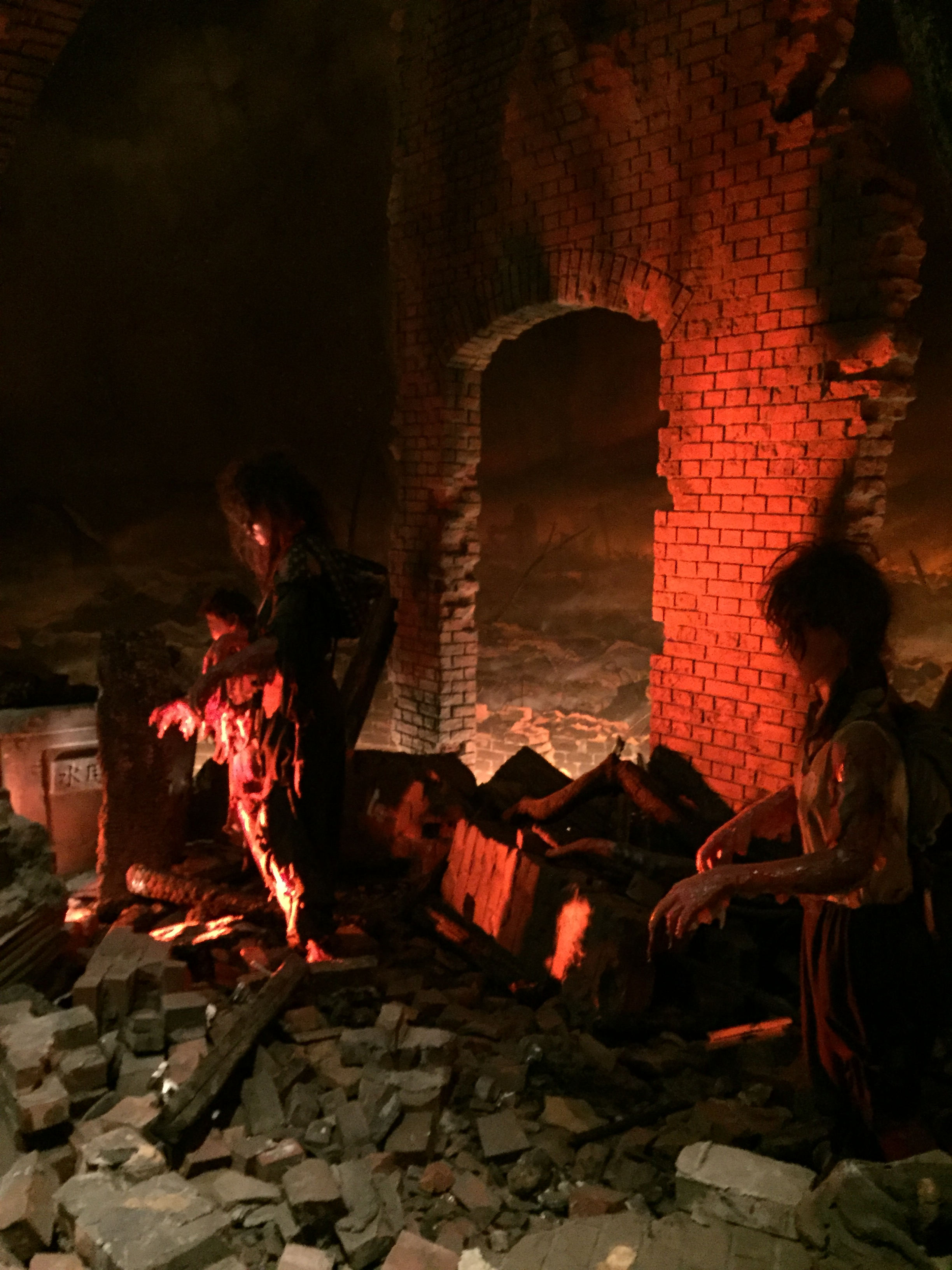
展示されていた頃の被爆人形とジオラマ模型（2016年8月6日）

平和記念資料館の展示物の中でも最も知名度が高いものの一つである「被爆再現人形」（以下「再現人形」）が館内に展示されるようになったのは、1973年7月の第1次改修中のことであり、以降改修に際して若干の展示変更がなされている。この再現人形の設置以前は、実際に被爆した衣服を着せたマネキン人形が1955年の開館以来展示されており、1958年の広島市内でロケーション撮影を行ったアラン・レネ監督の日仏合作映画『二十四時間の情事』の1シーンにも登場している。
1973年における再現人形の設置は、当時の広島市長・山田節男の助言により実現した。この人形は西尾製作所が被爆直後の状況を再現し製作した蝋人形3体（女性2人と幼児1人）と、被爆画家の福井芳郎の描いた背景画（原画ではなく拡大したもの）を組み合わせたものであり、当時の館長と制作業者が被爆者の証言や医師からの指導をもとに制作した。新設の再現人形は市民の論議を呼び、当時、詩人・栗原貞子は「想像力を遮断して、誤った固定観念を作りあげる危険」がありうると批判している。
その後、福井の画に代えて爆心地から約2㎞の観音町（現在の市内西区）付近を再現した廃墟のジオラマ模型が背景となった。1991年の第2次改修に際してはプラスチック製の人形に変更され現在に至っている。この（2代目）再現人形は爆心地から約1.5〜2.0㎞で被爆した主婦・女子学生・幼児の3人が逃げ惑う様子を表現しており、展示スペースを暗くして赤い光でライトアップし被爆時の火災を再現している。2代目は東宝美術が制作し、人形造形は小林知己、背景画は島倉二千六が手掛けた。小林はゴジラシリーズの造形を手掛けたことで知られ、本館の作業も映画と並行して行われたが、美術助手の小川正は小林がゴジラよりも本館などの史実の再現に力を入れていたことを証言している。島倉は、再現人形について造形時から正視するのが辛い出来になっていたと述べている。

#### 撤去問題
先述の通り、2013年3月、2018年に予定されている改修工事にともない再現人形を2016年度までに撤去する計画が発表された。しかし、この撤去計画に対しては、「多くの市民が、人形を撤去する理由は、怖すぎるからだと思っている」「人形は原爆の恐ろしさを後世の人々に理解させるために必要」などといった内容の反対意見が一般市民から多数寄せられているほか、Facebookなどで市民団体による撤去反対運動が展開されている。一方、この撤去計画に対する賛成意見は、計画の発表から2ヶ月間に電話や電子メールで広島市当局や資料館に寄せられた200件を超える意見のうち、わずか1～2件だったという。
この問題について、Yahoo!Japanが2013年6月6日から6月16日にかけて「原爆資料館の『被爆人形』はどうすべき?」という題で意識調査を行ったところ、投票総数2万7640票の内訳は「現在の形で展示を続ける……1万6947票（61.3%）」「形を変えて展示を続ける……6359票（23%）」「撤去する……2847票（10.3%）」「わからない……1487票（5.4%）」という結果であった。
再現人形の撤去の理由について広島市は、人形は非常に印象に残り、当時の惨状を伝える展示であるとの意見があるものの、被爆者からは「原爆被害の凄惨な情景はこんなものではなかった。もっと悲惨だった」という声もあり、人形を見る人によっては原爆被害の実態を実際よりも軽く受け止められかねないとした。その上で、来館者に被爆の実相と二度と繰り返してはならないという思いを心に刻んでもらうためにも、誰が観覧しても個々人の主観や価値観に左右されない実物資料の展示が重要ということで、リニューアルに合わせて人形を撤去するとした。具体的な新しい展示方法としては
としている。
一方で、市民から「人形を撤去する理由は、見た目が怖すぎるからだ」と批判が寄せられていることに対して、広島市は「凄惨な被爆の惨状を伝える資料については基本的にありのままで見ていただくべきという方針の下、この度被爆再現人形を撤去することとしたものであり、見た目が恐ろしい、怖いなどの残虐な印象を与えることなどを懸念して撤去するものではありません」「リニューアル後は、被爆者の遺品や写真、データ資料などを重視する方針で、残虐な印象を与えるから被爆人形を撤去するわけではありません」と、否定している。

## シュモーハウス

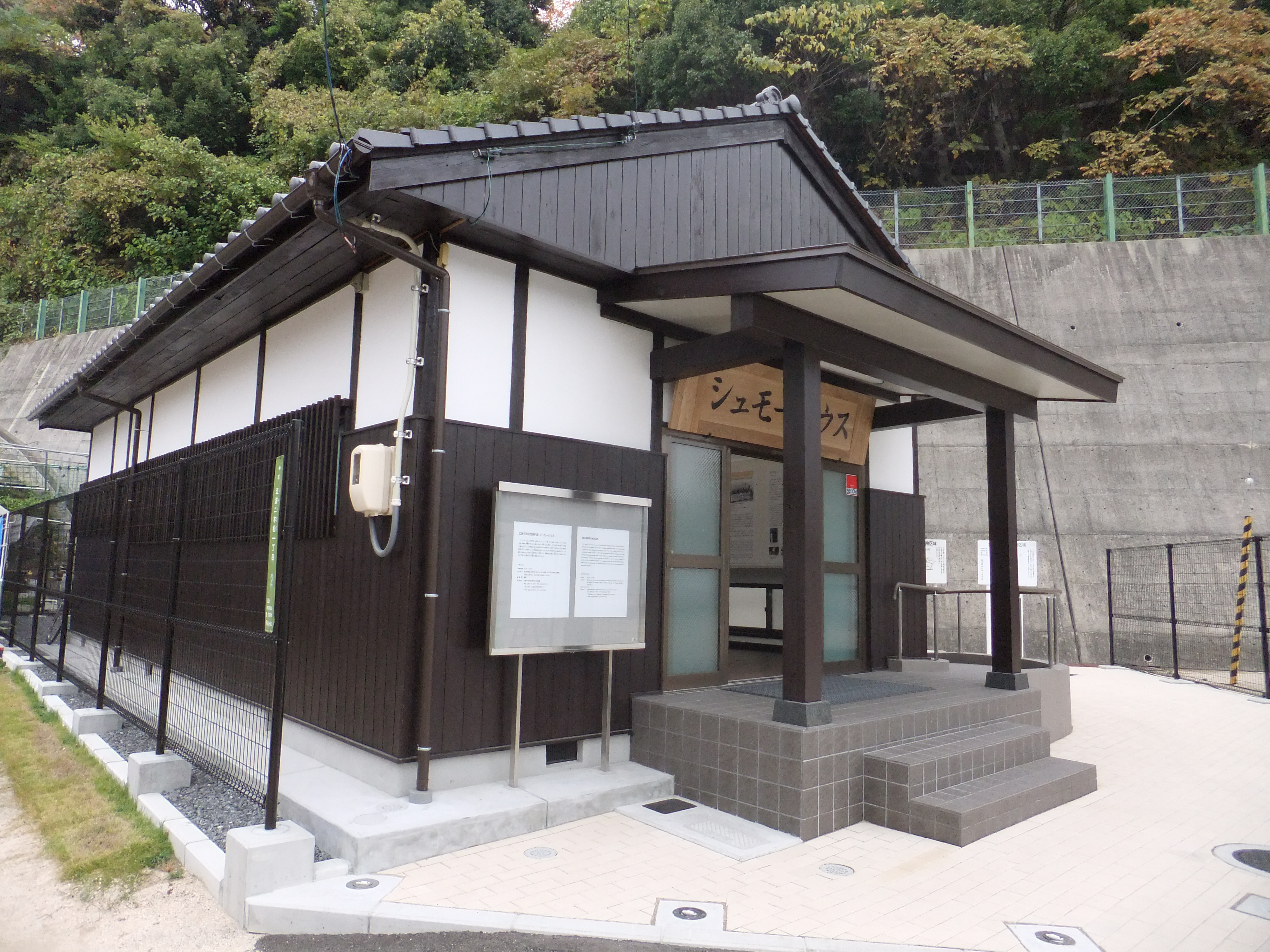
シュモーハウス

2012年11月1日、中区江波二本松に付属展示施設「シュモーハウス」が開館し、一般公開された。前身は、フロイド・シュモーが1949年から1953年の間に建設した「広島の家」の21戸うちの一つ「シュモー会館」で、2011年まで集会所として使われ、現存する唯一の建物になっていた。広島南道路延伸により予定地に当たることに伴い、曳家で現在地に移転。被爆後の日本国外から広島への支援を紹介する施設として整備された。

## 歴代館長
- 初代：長岡省吾（1955 - 1962）
- 2代：森弘助治（1962 - 1970）
- 3代：小倉馨（1970 - 1971）
- 4代：浜崎一治（1971 - 1974）
- 5代：荒田誠之助（1974 - 1976）
- 6代：矢野俊夫（1976 - 1979）
- 7代：高橋昭博（1979 - 1983）
- 8代：川本義隆（1983 - 1993）
- 9代：原田浩（1993 - 1997）
- 10代：畑口実（1997 - 2006）
- 11代：前田耕一郎（2006 - 2013）
- 12代：志賀賢治（2013 - 2019）
- 13代：滝川卓男（2019 - 2024）
- 14代：石田芳文（2024 - 現在）